# Mentida
La mentida (al País Valencià, també mentirà) o engany és la intenció comunicativa amb què l'emissor pretén comunicar com a cert quelcom que considera fals a algú altre. És una afirmació que es creu falsa, normalment utilitzada amb la finalitat d'enganyar o induir a error algú. Prové del llatí mens, mentis que significa "ment" o "consciència". Es diferencia de la ficció, on hi ha una suspensió de la credulitat compartida, o de la imaginació compartida i la ironia. Per determinar si quelcom és una mentida, se sol contrastar amb la realitat (criteri de correspondència) i si no s'ajusta, és declarat com a fals. Ometre la veritat no sempre és considerat una mentida.
La pràctica de comunicar mentides s'anomena mentir. Una persona que comunica una mentida pot ser qualificada de mentider. Les mentides es poden interpretar com a afirmacions deliberadament falses o enganyoses, tot i que no totes les afirmacions que són literalment falses es consideren mentides: les metàfores, les hipèrboles i altres retòriques figuratives no tenen com a objectiu enganyar, mentre que les mentides estan explícitament destinades a la interpretació literal per part del seu públic. Les mentides també poden tenir diverses funcions instrumentals, interpersonals o psicològiques per a les persones que les utilitzen.
Generalment, el terme "mentida" té una connotació negativa i, depenent del context, una persona que comunica una mentida pot estar subjecta a sancions socials, legals, religioses o penals; per exemple, el perjuri, o l'acte de mentir sota jurament, pot resultar en càrrecs penals i civils contra el perjur.
Tot i que la gent de moltes cultures creu que l'engany es pot detectar observant comportaments no verbals (per exemple, no fer contacte visual, estar inquiet, tartamudejar, somriure), la recerca indica que la gent sobreestima tant la importància d'aquests indicis com la seva capacitat per fer judicis precisos sobre l'engany. De manera més general, la capacitat de les persones per fer judicis correctes es veu afectada pels biaixos que tendeixen a acceptar la informació rebuda i a interpretar els sentiments com a prova de veritat. La gent no sempre contrasta les afirmacions rebudes amb la seva memòria.

## Tipus i termes associats
- Una mentida descarada, descarada o audaç és una mentida impudent, descarada, descarada, flagrant o audaç que de vegades, però no sempre, és indissimulada i que, fins i tot llavors, no sempre és òbvia per a qui l'escolta.[10]

- Una gran mentida és aquella que intenta enganyar la víctima perquè cregui alguna cosa important, que probablement serà contradita per alguna informació que la víctima ja posseeix o pel seu sentit comú. Quan la mentida és de prou magnitud, pot tenir èxit, a causa de la reticència de la víctima a creure que realment es podria inventar una mentida a tan gran escala.[11]

- Una mentida negra tracta sobre un egoisme simple i insensible. Normalment es diuen quan els altres no guanyen res, i l'únic propòsit és o bé treure's del problema (reduir el dany contra un mateix) o bé obtenir alguna cosa que es desitja (augmentar els beneficis per a un mateix).[12]

- Una mentida blava és una forma de mentida que es diu suposadament per beneficiar un col·lectiu o "en nom del bé col·lectiu". L'origen del terme "mentida blava" possiblement prové de casos en què agents de policia van fer declaracions falses per protegir la força policial o per garantir l'èxit d'un cas legal contra un acusat.[13]

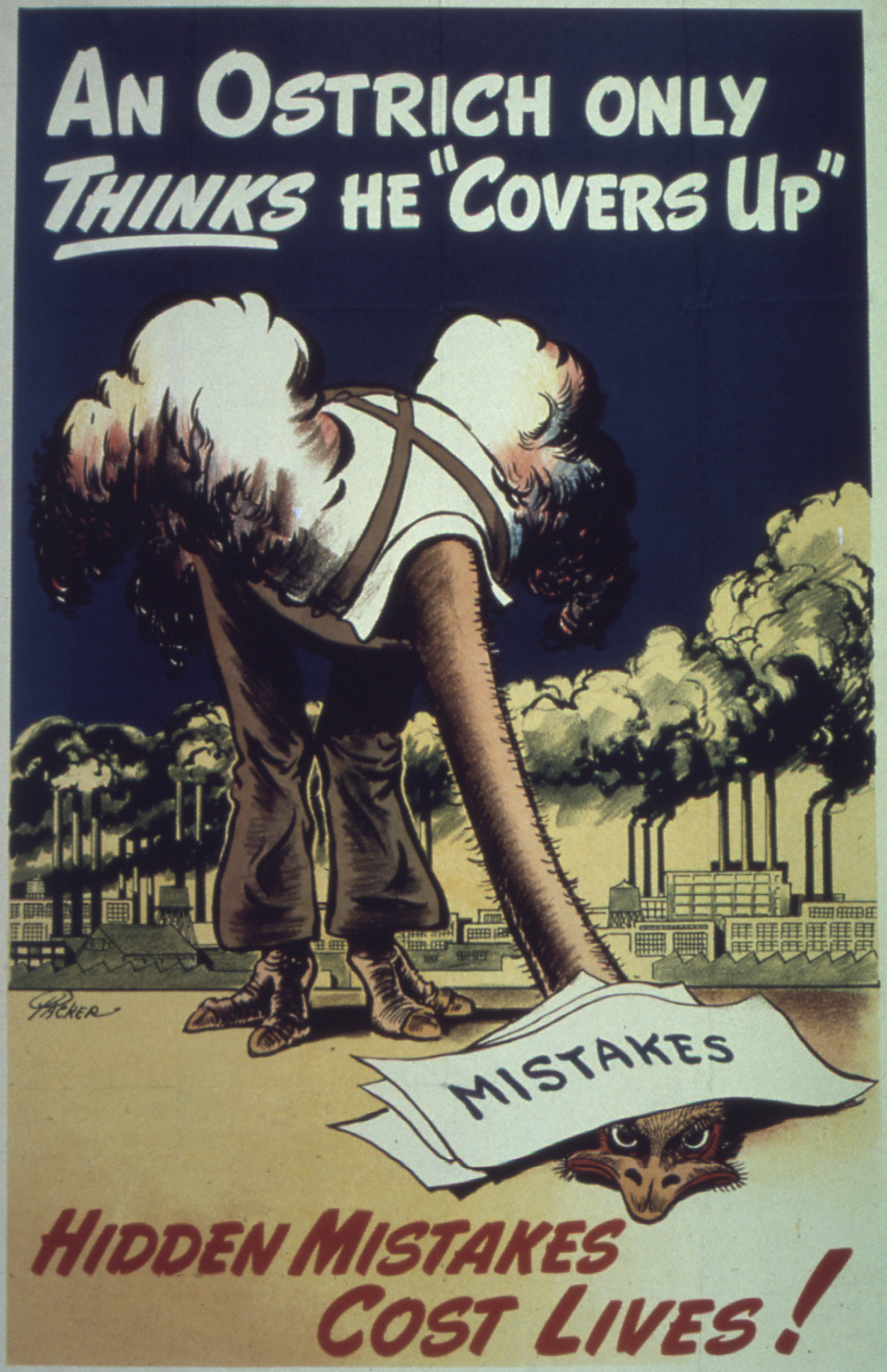
Un cartell motivacional sobre la mentida declara "Un estruç només pensa que 'es tapa'".

- Un cartell motivacional sobre la mentida declara "Un estruç només pensa que 'es tapa'".El dia dels innocents és una mentida o un engany que es diu/es fa el dia dels Sants Innocents.
- Fer una Catxa o bluf,  és fingir tenir una capacitat o intenció que no es posseeix.[14] Fer un bluff és un acte d'engany que rarament es considera immoral quan té lloc en el context d'un joc, com el pòquer, on els jugadors consentin per endavant aquest tipus d'engany.[15]
- Les bajanades (també mentides) no necessàriament han de ser una invenció completa. Mentre que una mentida la diu un parlant que creu que el que diu és fals, les bajanades les ofereix un parlant a qui no li importa si el que diu és cert perquè el parlant està més preocupat per donar alguna impressió a l'oient. Per tant, les bajanades poden ser vertaderes o falses, però demostren una manca de preocupació per la veritat que probablement conduirà a falsedats.[16]
- Un encobriment es pot utilitzar per negar, defensar o ofuscar una mentida, errors, accions vergonyoses o estil de vida, i/o mentides comeses anteriorment.[17] Es pot negar una mentida comesa en una ocasió anterior, o alternativament, es pot afirmar que una mentida anterior no era tan greu com ho era. Per exemple, afirmar que una mentida premeditada era realment "només" una mentida d'emergència, o afirmar que una mentida egoista era realment "només" una mentida piadosa o una mentida noble.
- La difamació és la comunicació d'una afirmació falsa que perjudica la reputació d'una persona, empresa, producte, grup, govern, religió o nació.[18]
- Desviar és evitar el tema sobre el qual tracta la mentida, sense prestar-hi atenció. Quan es presta atenció al tema en què es basa la mentida, els desviadors ignoren o es neguen a respondre. Els desviadors hàbils són passius-agressius, que quan s'enfronten al tema opten per ignorar i no respondre.[19]
- La desinformació és informació intencionadament falsa o enganyosa que es difon de manera calculada per enganyar el públic objectiu.[20]
- Una exageració es produeix quan els aspectes més fonamentals d'una afirmació són certs, però només fins a cert punt. També es veu com "estirar la veritat" o fer que alguna cosa sembli més poderosa, significativa o real del que és. Dir que algú va devorar la major part d'alguna cosa quan només se'n va menjar la meitat es considera una exageració. Una exageració es pot considerar fàcilment una hipèrbole quan l'afirmació d'una persona (és a dir, en un discurs informal, com ara "Ja ho ha fet un milió de vegades!") no s'ha d'entendre literalment.[20]
- Es creu que les notícies falses són un tipus de periodisme groc que consisteix en desinformació deliberada o enganys difosos a través dels mitjans de comunicació tradicionals impresos i de difusió o les xarxes socials en línia.
- Una falsedat és una mentida fàcil de perdonar perquè el seu tema és trivial; per exemple, un nen pot dir una mentida dient que el gos de la família va trencar un gerro de casa, quan el nen va ser qui el va trencar.[20]
- El frau es refereix a l'acte d'induir una altra persona o persones a creure una mentida per tal d'assegurar un guany material o financer per al mentider. Depenent del context, el frau pot sotmetre el mentider a sancions civils o penals.[21]
- Una veritat a mitges o veritat parcial és una afirmació enganyosa que inclou algun element de veritat. L'afirmació pot ser parcialment certa, l'afirmació pot ser totalment certa, però només una part de tota la veritat, o pot emprar algun element enganyós, com ara una puntuació incorrecta o un doble sentit, sobretot si la intenció és enganyar, evadir, culpar o tergiversar la veritat.[22] Les veritats parcials es caracteritzen per una intenció maliciosa i, per tant, les persones honestes no les haurien d'excusar per contenir un "nucli racional".[23]
- Les mentides jocoses són mentides dites en broma, destinades a ser enteses com a tals per totes les parts presents. La burla i la ironia en són exemples. Un cas més elaborat es veu en algunes tradicions narratives, on la insistència del narrador que la història és la veritat absoluta, malgrat totes les proves del contrari (és a dir, una història falsa), es considera humorística. Hi ha debat sobre si aquestes són mentides "reals", i diferents filòsofs tenen opinions diferents. El Crick Crack Club de Londres organitza un "Gran Concurs de Mentides" anual en què el guanyador rep la cobejada "Copa Hodja" (anomenada així pel Mulla Nasreddin: "La veritat és una cosa que mai he dit"). El guanyador del 2010 va ser Hugh Lupton. Als Estats Units, el Burlington Liars' Club atorga un títol anual al "Mentider Campió del Món".[24]
- La mentida per omissió, també coneguda com a tergiversació contínua o mineria de quotes, es produeix quan s'omet un fet important per tal de fomentar una idea errònia. La mentida per omissió inclou la manca de correcció d'idees errònies preexistents. Per exemple, quan el venedor d'un cotxe declara que ha rebut el manteniment regularment, però no esmenta que es va informar d'una avaria durant l'últim manteniment, el venedor menteix per omissió. Es pot comparar amb la dissimulació. Una omissió és quan una persona diu la major part de la veritat, però omet alguns fets clau que, per tant, enfosqueixen completament la veritat.[25]Les lleis de protecció del consumidor sovint exigeixen la publicació d'avisos, com aquest que apareix a tots els tallers de reparació d'automòbils de Califòrnia.

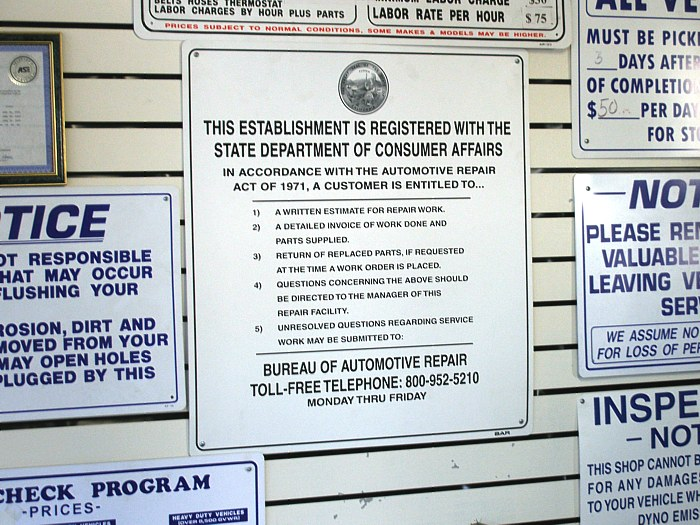
Les lleis de protecció del consumidor sovint exigeixen la publicació d'avisos, com aquest que apareix a tots els tallers de reparació d'automòbils de Califòrnia.

- La mentida en el comerç es produeix quan el venedor d'un producte o servei pot anunciar fets falsos sobre el producte o servei per tal d'obtenir vendes, especialment mitjançant un avantatge competitiu. Molts països i estats han promulgat lleis de protecció del consumidor destinades a combatre aquest frau. Un forat de memòria és un mecanisme per a l'alteració o desaparició de documents, fotografies, transcripcions o altres registres inconvenients o vergonyosos, com ara d'un lloc web o un altre arxiu, particularment com a part d'un intent de donar la impressió que alguna cosa mai va passar.[26][27]  L'engany mutu és una situació en què s'accepta i s'espera la mentida[3] o que les parts accepten mútuament l'engany en qüestió. Això es pot demostrar en el cas d'una partida de pòquer en què les estratègies es basen en l'engany i la catxa per guanyar.[28]

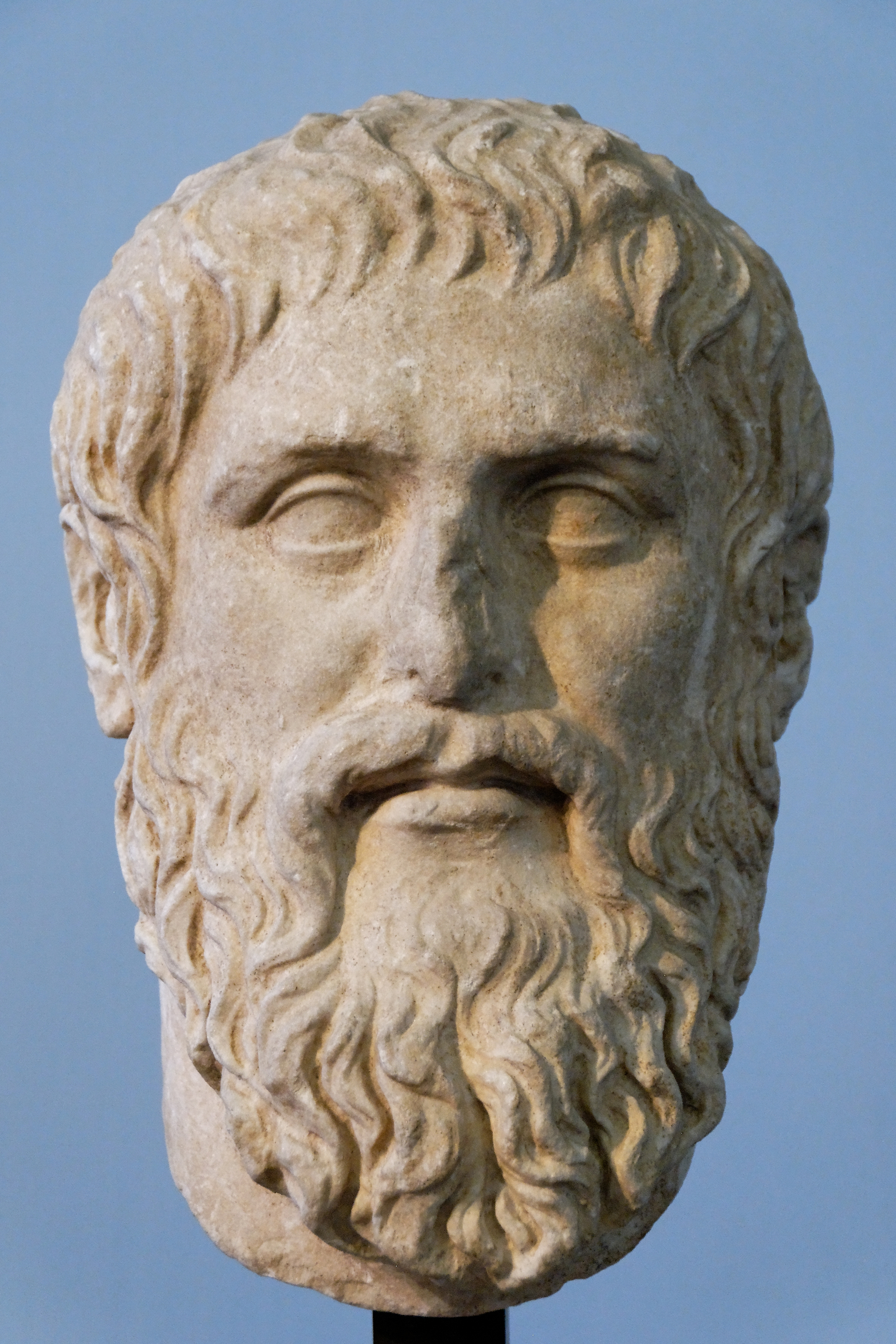
Plató va presentar arguments per justificar l'ús de les nobles mentides a la seva República.

- Una mentida noble, que també es podria anomenar falsedat estratègica, és aquella que normalment causaria discòrdia si es descobrís, però ofereix algun benefici al mentider i ajuda a una societat ordenada, per tant, potencialment beneficiosa per als altres. Sovint es diu per mantenir la llei, l'ordre i la seguretat.

- L'engany és l'ús actiu d'afirmacions verídiques selectives per enganyar.[30]

- L'engany paternalista és una mentida que es diu perquè es creu (possiblement incorrectament) que la persona enganyada se'n beneficiarà.
- En psiquiatria, la mentida patològica (també anomenada mentida compulsiva, pseudologia fantàstica i mitomania) és un comportament de mentida habitual o compulsiva.[31][32] Va ser descrita per primera vegada a la literatura mèdica el 1891 per Anton Delbrueck.[32] Tot i que és un tema controvertit,[3] la mentida patològica s'ha definit com "una falsificació completament desproporcionada a qualsevol fi discernible, pot ser extensa i molt complicada, i es pot manifestar durant un període d'anys o fins i tot tota la vida".[31]

- El perjuri és l'acte de mentir o fer declaracions que es poden verificar com a falses sobre un assumpte material sota jurament o afirmació davant d'un tribunal, o en qualsevol de les diverses declaracions jurades per escrit. El perjuri és un delicte, perquè el testimoni ha jurat dir la veritat, i perquè la credibilitat del tribunal es mantingui intacta, s'ha de confiar en el testimoni del testimoni com a veraç.[33]

- Una mentida educada és una mentida que requereix una norma de cortesia, i que normalment se sap que ambdues parts són falses. Que aquestes mentides siguin acceptables depèn en gran manera de la cultura. Una mentida educada comuna en l'etiqueta internacional pot ser rebutjar invitacions a causa de "dificultats de programació" o a causa d'una "malaltia diplomàtica". De la mateixa manera, la mentida del majordom és una petita mentida que normalment s'envia electrònicament i s'utilitza per acabar converses o per salvar la cara.[34]
- La vanitat és una afirmació exagerada que es troba normalment en anuncis publicitaris, com ara "la més alta qualitat al preu més baix" o "sempre vota en el millor interès de tothom". És poc probable que aquestes afirmacions siguin certes, però no es poden demostrar falses i, per tant, no violen les lleis comercials, sobretot perquè s'espera que el consumidor pugui determinar que no és la veritat absoluta.[35]
- L'expressió "parlar amb llengua bífida" significa dir deliberadament una cosa i voler dir-ne una altra, o ser hipòcrita o actuar amb duplicitat. Aquesta frase va ser adoptada pels nord-americans al voltant de la Revolució, i es pot trobar en abundants referències de principis del segle XIX, sovint informant sobre oficials nord-americans que intentaven convèncer els pobles indígenes d'Amèrica amb qui negociaven que "parlaven recte i no amb llengua bífida" (com, per exemple, el president Andrew Jackson va dir als membres de la Nació Creek el 1829).[36] Segons un relat de 1859, el proverbi que "l'home blanc parlava amb llengua bífida" es va originar a la dècada de 1690, en les descripcions dels pobles indígenes dels colons francesos a Amèrica que convidaven membres de la Confederació Iroquesa a assistir a una conferència de pau, però quan van arribar els iroquesos, els francesos havien preparat una emboscada i havien procedit a massacrar i capturar els iroquesos.[37]
- Una mentida terapèutica és mentir, o tergiversar la veritat, per tal d'evitar una major agitació d'una persona amb demència.[38] La intenció no és enganyar el pacient, sinó ajudar-lo a sentir-se segur i protegit en afrontar una situació o fet que d'altra banda seria molest.
- La paraula "weasel" és un terme informal[39] per a paraules i frases destinades a crear la impressió que s'ha fet una afirmació específica o significativa, quan en realitat només s'ha comunicat una afirmació vaga o ambigua, permetent negar el significat específic si es qüestiona l'afirmació.
- Una mentida piadosa és una mentida inofensiva o trivial, especialment una que es diu per ser educat o per evitar ferir els sentiments d'algú o evitar que es molesti per la veritat.[40][41][42] Una mentida piadosa també es considera una mentida que s'ha d'utilitzar per a un bé comú (comportament prosocial). De vegades s'utilitza per protegir algú d'una veritat dolorosa o emocionalment perjudicial, especialment quan el mentider considera que no conèixer la veritat és completament inofensiu. No obstant això, les mentides piadoses encara poden ser perjudicials, ja que poden fomentar la desconfiança quan s'utilitzen en situacions inapropiades.[43]

## Conseqüències
Les possibles conseqüències de mentir són múltiples; algunes en particular val la pena considerar-les. Normalment, les mentides tenen com a objectiu enganyar, de manera que l'oient pot adquirir una creença falsa (o si més no, alguna cosa que el parlant creu que és falsa). Quan l'engany no té èxit, es pot descobrir una mentida. El descobriment d'una mentida pot desacreditar altres afirmacions del mateix parlant, tacant així la reputació d'aquest parlant. En algunes circumstàncies, també pot afectar negativament la posició social o legal de l'orador. Mentir en un tribunal, per exemple, és un delicte penal (perjuri).
Hannah Arendt va parlar de casos extraordinaris en què s'enganya constantment a tota una societat. Va dir que les conseqüències d'aquestes mentides "no són que creguis les mentides, sinó que ja ningú no es cregui res. Això és degut al fet que les mentides, per la seva pròpia naturalesa, s'han de canviar, i un govern mentider ha de reescriure constantment la seva pròpia història. Al receptor no només reps una mentida – una mentida que podries continuar durant la resta dels teus dies – però reps un gran nombre de mentides, depenent de com bufi el vent polític."

## Consideració moral de la mentida
La mentida es considera immoral per la majoria d'ètiques en tant que pretén enganyar l'altre produint-li alguna mena de perjudici. El terme "mentida pietosa" sorgeix per ressaltar que hi ha mentides que són beneficioses per a qui les rep, i llavors poden ser acceptades per l'ètica, com per exemple en el cas de l'utilitarisme. L'Antic Testament afirma que Déu no menteix i, per tant, considera pecat que els homes ho facin (és un dels deu manaments).
Un dels primers a considerar el problema ètic de la mentida va ser Sant Agustí d'Hipona. A la seva obra De Mendacio o Sobre la mentida sosté una visió de la qüestió típica del pensament cristià: afirma que mentir és essencialment immoral perquè va en contra de la naturalesa de Déu i es considera un pecat.

## Detecció de la mentida
La qüestió de si les mentides es poden detectar de manera fiable a través del comportament no verbal ha estat objecte d'estudi freqüent. Tot i que en moltes cultures la gent creu que l'engany pot estar indicat per comportaments com ara mirar cap a una altra banda, inquietar-se o tartamudejar, això no està recolzat per la recerca. Una revisió del 2019 de la recerca sobre l'engany i la seva detecció a través del comportament no verbal conclou que les persones tendeixen a sobreestimar tant la fiabilitat del comportament no verbal com a indicador d'engany com la seva capacitat per fer judicis precisos sobre l'engany basats en el comportament no verbal.
El polígraf és un aparell que intenta detectar les mentides en els testimonis estudiant les alteracions que es produeixen al cos quan es menteix, com la variació del pols o la sudoració. Diversos entrenaments, però, permeten burlar el polígraf mentre que els científics ho consideren una forma d'pseudociència sense cap utilitat real. No obstant això, continua en ús en moltes àrees, principalment com a mètode per obtenir confessions o per a la selecció de personal. La manca de fiabilitat dels resultats del polígraf és la base de l'exclusió d'aquestes avaluacions com a prova admissible en molts tribunals, i la tècnica es percep generalment com un exemple de pseudociència.
Un estudi recent va descobrir que compondre una mentida requereix més temps que dir la veritat i, per tant, el temps que es triga a respondre una pregunta es pot utilitzar com a mètode per detectar mentides. Les respostes instantànies amb una mentida poden ser la prova d'una mentida preparada. Una recomanació que es dóna per resoldre aquesta contradicció és intentar sorprendre el subjecte i trobar una resposta intermèdia, ni massa ràpida ni massa llarga.
Les persones que menteixen tendeixen a moure les pupil·les i poden envermellir per vergonya (si són conscients que obren malament).
Un projecte finançat per la Unió Europea desenvolupà InVid (In Video Veritas), detector de mentides a vídeos mitjançant l'anàlisi a diferents nivells.

## Ètica

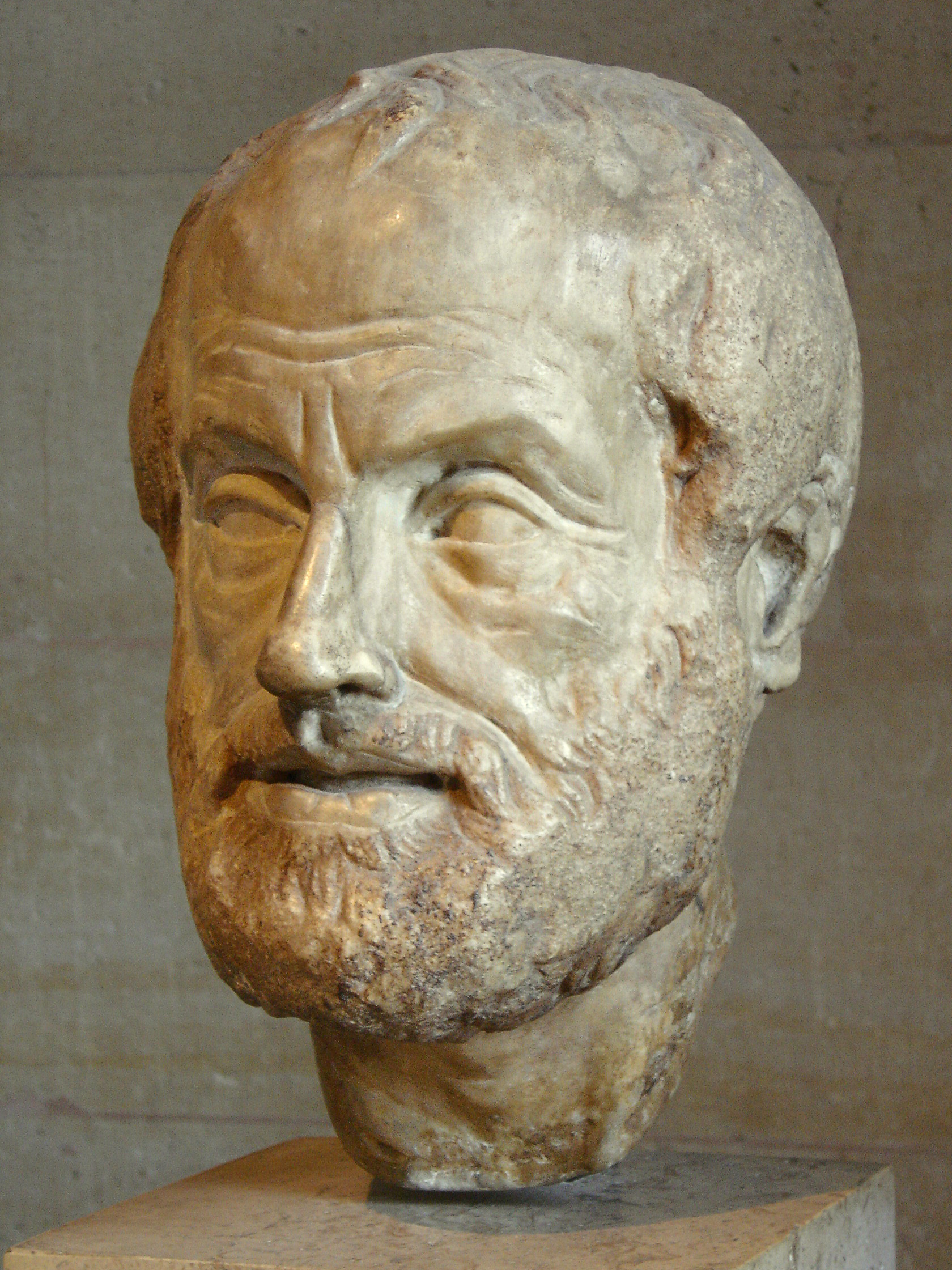
Bust retrat d'Aristòtil fet per Lisip

Els filòsofs utilitaristes han donat suport a les mentides que aconsegueixen bons resultats – mentides piadoses. En el seu llibre del 2008, How to Make Good Decisions and Be Right All the Time, Iain King va suggerir que era possible una regla creïble sobre la mentida, i la va definir com: "Enganya només si pots canviar el comportament d'una manera que valgui més que la confiança que perdries si es descobrís l'engany (tant si l'engany s'exposa realment com si no)".
La professora de dret de Stanford, Deborah L. Rhode, va articular tres regles que, segons ella, els especialistes en ètica generalment coincideixen a distingir les "mentides piadoses" de les mentides nocives o les trampes:
- Un observador desinteressat conclouria que els beneficis superen els perjudicis
- No hi ha alternativa
- Si tothom en circumstàncies similars actués de la mateixa manera, la societat no estaria pitjor.

Aristòtil creia que no hi havia cap regla general possible sobre la mentida, perquè deia que ningú que defensés la mentida no podria ser cregut. Els filòsofs Sant Agustí, Sant Tomàs d'Aquino i Immanuel Kant van condemnar tota mentida. Segons tots tres, no hi ha cap circumstància en què, èticament, es pugui mentir. Fins i tot si l' única manera de protegir-se és mentir, mai és èticament permissible mentir, ni tan sols davant d'assassinat, tortura o qualsevol altra dificultat. Cadascun d'aquests filòsofs va donar diversos arguments a favor de la base ètica contra la mentida, tots compatibles entre si. Entre els arguments més importants hi ha:
- La mentida és una perversió de la facultat natural de la parla, la finalitat natural de la qual és comunicar els pensaments de qui parla.
- Quan algú menteix, mina la confiança en la societat.

A Lying, el neurocientífic Sam Harris argumenta que mentir és negatiu tant per al mentider com per a la persona a qui menteixen. Dir mentides és negar als altres l'accés a la realitat, i el dany de mentir sovint no es pot preveure. Aquells a qui menteixen poden no resoldre problemes que només podrien haver resolt amb bona informació. Mentir també es perjudica a un mateix, fent que el mentider desconfiï de la persona a qui menteixen. Els mentiders generalment se senten malament per les seves mentides i senten una pèrdua de sinceritat, autenticitat i integritat. Harris afirma que l'honestedat permet tenir relacions més profundes i portar a la superfície totes les disfuncions de la vida d'un mateix.
La Universitat de Nottingham va dur a terme un estudi, publicat el 2016, que va utilitzar una prova de tirada de daus on els participants podien mentir fàcilment per obtenir un pagament més gran. L'estudi va trobar que en països amb una alta prevalença d'incompliment de les normes, la deshonestedat en persones de poc més de 20 anys era més prevalent.

## Grans simis i ocells mare
La possessió de la capacitat de mentir entre éssers no humans s'ha afirmat durant estudis de llenguatge amb grans simis. En un cas, la goril·la Koko, quan li van preguntar qui havia arrencat una pica de la paret, va assenyalar un dels seus cuidadors i després va riure.
En moltes espècies s'observa un llenguatge corporal enganyós, com ara fintes que indueixen a error sobre la direcció prevista de l'atac o la fugida. Una mare ocell enganya quan fingeix tenir una ala trencada per desviar l'atenció d'un suposat depredador. – incloent-hi humans inconscients – dels ous del seu niu, en comptes d'ella mateixa, ja que allunya el depredador de la ubicació del niu, un tret sobretot del Corriol cua-roig.

## Fases de la creació d'una mentida

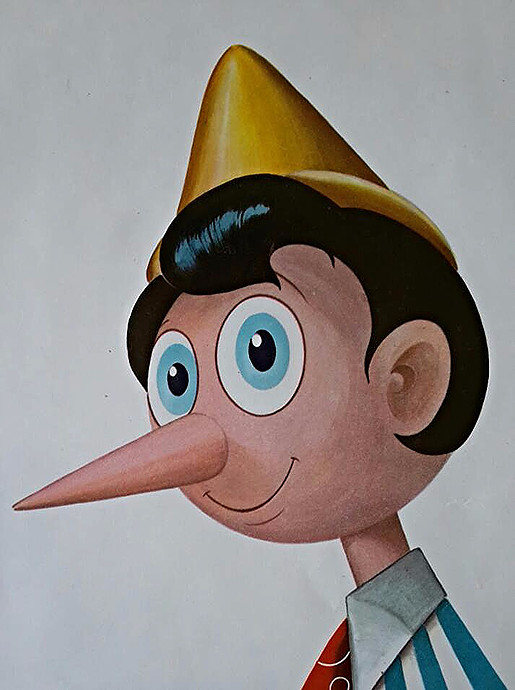
Pinotxo, símbol de la mentida

## Perspectives religioses

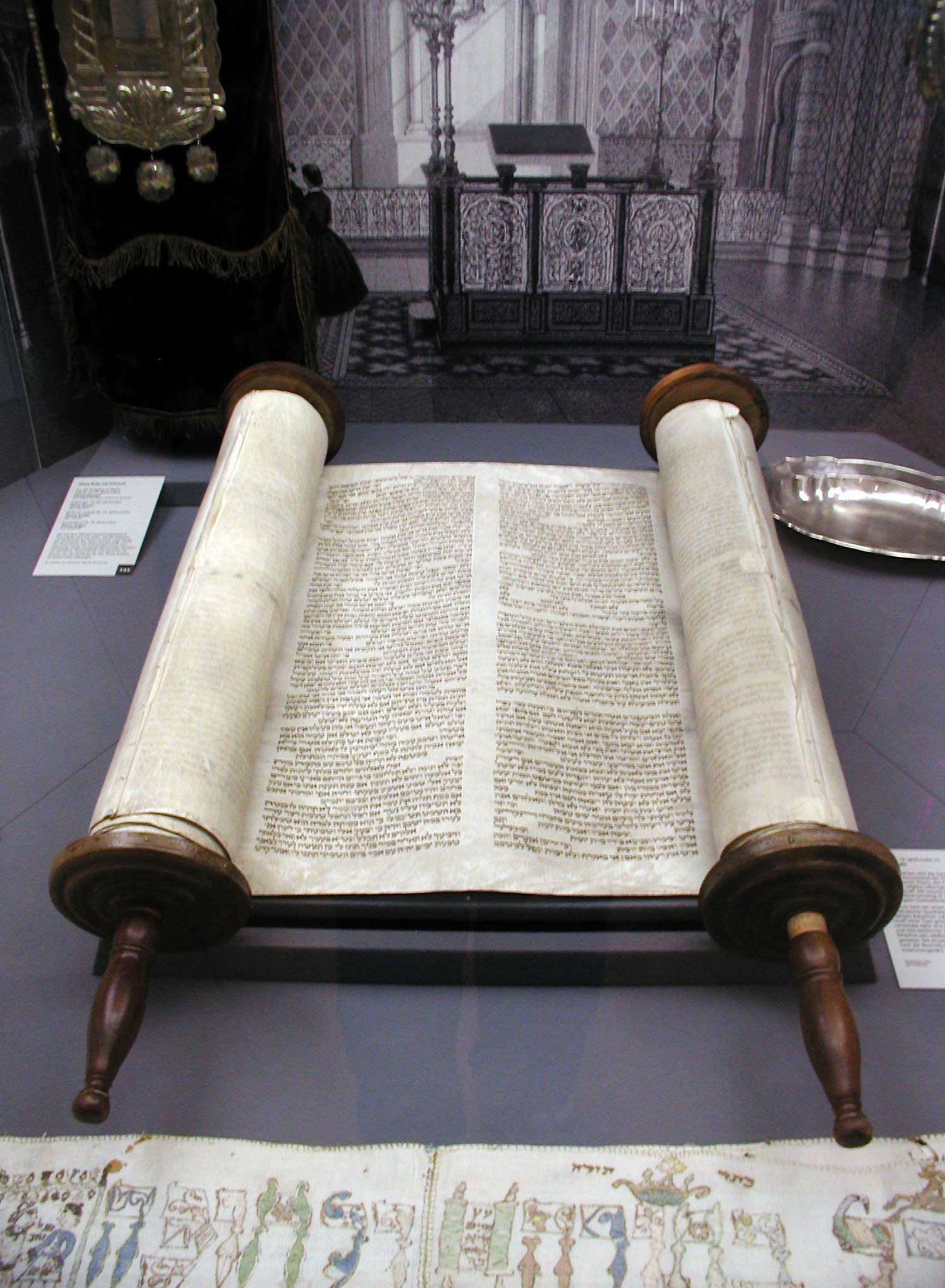
Un rotlle de la Torà recuperat de la sinagoga Glockengasse de Colònia

### Taxonomia d'Agustí

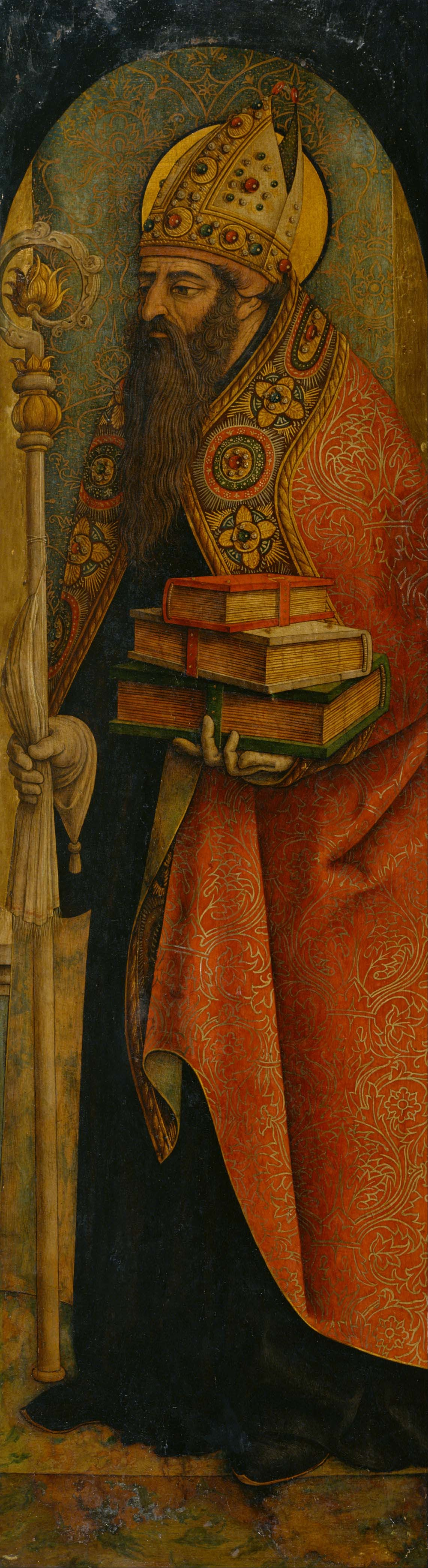
Sant Agustí de Carlo Crivelli

### En el paganisme nòrdic

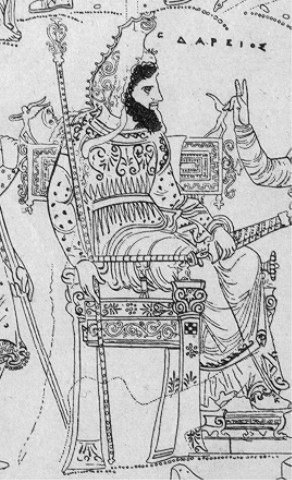
Darius I, imaginat per un pintor grec, segle IV aC